# 各務原市立蘇原第二小学校
各務原市立蘇原第二小学校（かかみがはらしりつ そはらだいにしょうがっこう）は、岐阜県各務原市蘇原沢上町にある公立小学校。

## 概要
- 各務原市蘇原地区の小学校の一つである。
- 通学区域（自治会名による）は、駅前西、駅前中、駅前東、六軒東第1、六軒東第2、六軒中第1、六軒中第2、六軒西第1、六軒西第2、六軒西第3、六軒西緑、六軒西第5、六軒西第6、ナビタウン、柿沢1、柿沢2、柿沢3、柿沢4、吉新町西、吉新町東、旭町1、旭町2、旭町3、旭町4、旭町5、旭町6、旭町7、旭町8、旭ケ丘、三柿野官舎、村雨町第1、村雨町第2、希望町第1、希望町第2、月丘団地であり[1]、公立中学校の場合の進学先は各務原市立蘇原中学校である[2]。

## 沿革
- 1972年（昭和47年）4月 - 各務原市立蘇原小学校（現・各務原市立蘇原第一小学校）から分離独立し開設。4月6日開校式。
- 1973年（昭和48年） - 校舎完成。
- 1975年（昭和50年） - 校歌完成。
- 1978年（昭和53年） - 各務原市立中央小学校新設にともない、校区の一部（蘇原東島町、蘇原興亜町など）が中央小学校校区に編入される。
- 2021年（令和3年） - 50周年記念。

## 周辺施設
- バロー各務原中央店
- 各務原市立蘇原中学校

## 交通機関
- JR高山本線 蘇原駅より徒歩20分
- 名鉄各務原線 六軒駅より徒歩10分
- 各務原市ふれあいバス 蘇原線「蘇原中学校南口」バス停、「柿沢郵便局前」バス停より徒歩7分

## その他
- 2008年2月10日 - 全国学校ビオトープ・コンクール（主催：日本生態系協会、隔年開催）にて銀賞を受賞。